# Michał Ossowski (działacz robotniczy)

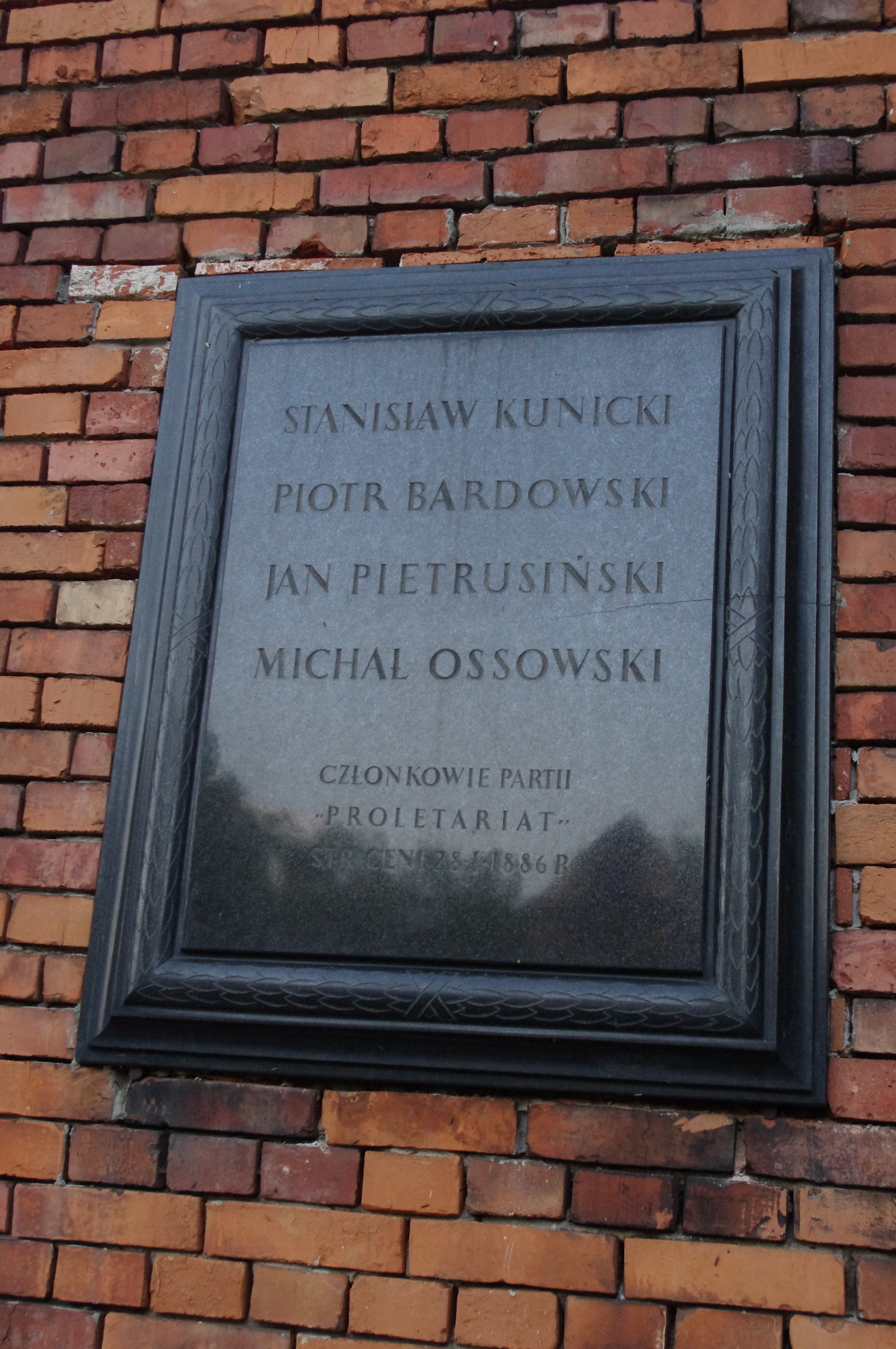
Tablica wmurowana w ścianę Cytadeli Warszawskiej tuż za szczątkami szubienicy, na której w okresie zaborów ginęli bojownicy o wyzwolenie narodowe i przemiany społeczne. Tablica upamiętnia członków partii I Proletariat, straconych 28 stycznia 1886 r.,: Stanisława Kunickiego, Piotra Bardowskiego, Jana Pietrusińskiego i Michała Ossowskiego

Michał Wacław Ossowski (ur. 1863, zm. 28 stycznia 1886 w Warszawie) – polski działacz ruchu robotniczego, czeladnik szewski.

## Życiorys
Był jednym z działaczy Socjalno-Rewolucyjnej Partii „Proletariat”, Drużyna Bojowa wybrała go do wykonania zamachu na życie M.Skrzypczyńskiego, który był carskim prowokatorem. Zamach został przeprowadzony 7 września 1884, denuncjator został zastrzelony, a Ossowski schronił się w Łodzi. Tam został aresztowany i dnia 12 listopada 1884 osadzony w X Pawilonie Cytadeli Warszawskiej. Wraz z innymi „Proletariatczykami” sądzony w procesie, od 23 listopada 1885. W trakcie procesu powiedział m.in.:

Prześladowanie rządu zmusza nas do kroków gwałtownych. Sądzicie, być może sędziowie, że robotnicy dlatego przystępują do ruchu socjalistycznego, że pociągnięci zostali przez inteligencję. Stanowczo protestuję przeciw takiemu przypuszczeniu. My robotnicy doskonale to odczuwamy, że walka toczy się o nasze interesy

20 grudnia 1885 skazany na karę śmierci wraz z 29 innymi proletariatczykami. Wyrok wykonano 28 stycznia 1886 na stokach Cytadeli.

## Upamiętnienie
24 listopada 1975 w Warszawie jednej z ulic na terenie obecnej dzielnicy Targówek zostało nadane imię Michała Ossowskiego. Jego imię noszą także ulice w Katowicach, Krakowie i Łodzi.